# Másnaposok
A Másnaposok (eredeti cím: The Hangover) 2009-ben bemutatott amerikai filmvígjáték, melyet Todd Phillips rendezett. A főbb szerepekben Bradley Cooper, Ed Helms, Zach Galifianakis és Justin Bartha látható.
Egy Las Vegas-i legénybúcsú után a főszereplők nem emlékeznek a városban töltött éjszakájukra és másnap reggel ennek minden következményével szembe kell nézniük.
Az Amerikai Egyesült Államokban 2009. június 5-én mutatták be. Két folytatása készült, a Másnaposok 2. (2011), és a Másnaposok 3. (2013).

## Cselekmény
Az esküvője előtt álló Doug (Justin Bartha), az iskolai tanár Phil (Bradley Cooper), a fogorvos Stu (Ed Helms), és a menyasszony testvére, Alan (Zach Galifianakis) nekivágnak Las Vegasnak, hogy ott tartsák meg a tervezett legénybúcsút. A Caesars Palace nevű luxuskaszinóban szállnak meg, és a szálloda tetején elhatározzák, hogy ez lesz életük legemlékezetesebb éjszakája.
Mint később kiderül, Alan, hogy emlékezetesebb legyen az éjszaka, egy ismeretlen férfitól vásárolt drogot tett az italukba, amelynek hatására kitörlődnek az esti emlékeik.
Innentől kezdve megpróbálják összerakni a nyomok alapján az éjszaka történteket, és megtalálni Dougot, akinek aznap délután van az esküvője.
A film következő jelenetében a fiúk a viseltes szállodai lakosztályban ébrednek. Az éjszaka jelentős részéről egyiküknek sincs emléke, és a vőlegényről, Dougról nem tudják hol lehet. A zilált helyiség fürdőszobájában egy eleven tigris várja őket, az egyik cipősfiókban pedig egy csecsemőt találnak. Stunak egy foga hiányzik, még Phil kezén egy kórházi karszalag van.
Ezen a nyomon elindulva elmennek a város kórházába, ahol megtudják, hogy az éjszaka során GHB (gamma-hydroxybutyric acid) hatása alatt voltak, és ezért nincsenek emlékeik, valamint az is kiderül, hogy Doug ekkor még velük volt, és jártak egy vegasi kápolnában is.
A kápolna vezetője elmeséli, hogy Stu házasságot kötött, ám a szertartás alatt készült fényképeket nézve sem tudják, hogy ki lehet a menyasszony. A kápolna nyilvántartásából kiderül a menyasszony tartózkodási helye, amit meglátogatnak. Itt örömmel üdvözli őket a Stu „felesége”, és megszoptatja csecsemőjét. Kiderül, hogy Stunak azért hiányzik egy foga, mert fogadást kötöttek, hogy annyira jó fogorvos, hogy saját magának is tud fogat húzni.
Az éjszaka folyamán egy rendőrautót tulajdonítanak el, emiatt a rendőrök itt rajtuk ütnek és beviszik őket. Alkut kötnek velük, aminek feltétele, hogy egy általános iskolai osztályban tartott rendőrségi bemutatón el kell játszaniuk a „rosszfiúk” szerepét, akiken az iskolások kipróbálhatják a nagyfeszültséggel bénító önvédelmi fegyver hatását.
A rendőrség megtalálta a kocsijukat (egy Mercedest, amit elvileg csak Dougnak volna szabad vezetnie). A csomagtartóból egy meztelen kínai férfi, Chow kerül elő, aki feszítővassal támad rájuk.
Lakosztályukban Mike Tysonnal találkoznak, aki jelzi nekik, hogy kéri vissza a tigrisét, amit elvittek tőle. A saját autójukban kell visszaszállítaniuk neki.
Chow a testőreivel együtt 80 000 dollárt követel rajtuk, és közli, hogy Doug nála van. A pénzt azért kéri, mert tévedésből az ő táskáját vitték el a kaszinóból, amiben ennyi volt. A táskát (amiben a pénz van) nem találják meg a lakosztályban, ezért Alan javaslatára 21-ezni kezdenek, ahol Alan szisztémája alapján sikerül összeszedniük a szükséges pénzt.
A pénz átadásakor azonban kiderül, hogy az a Doug, akit a váltságdíj fejében megkapnak, egy másik Doug, akitől Alan a drogot vásárolta. Doug bevallja, hogy véletlenül rossz kábítószer volt nála.
Az igazi Dougot megtalálják a hotel tetején, kissé kábán és a napon leégve. Hazaindulás előtt Stu elbúcsúzik Jade-től (a vegasi feleségétől), de megbeszélnek egy vacsorát.
Hazafelé az úton Doug felfedezi, hogy a zsebében 80 000 dollárt érő kaszinói zseton van.
Még időben visszaérnek Doug esküvőjére, ahol Doug elveszi Tracyt, Stu pedig szakít addigi menyasszonyával, Melissával.
Az esküvő után Alan felfedezi, hogy egy digitális fényképezőgép volt a kocsiban, amin megörökítették az éjszaka történteket. A négy barát megegyezik abban, hogy csak egyszer nézik meg a felvételeket, majd megsemmisítik a bizonyítékot.

## Szereposztás
- Bradley Cooper, mint Phil Wenneck (magyar hangja Rajkai Zoltán): Iskolai tanár, házas, a vőlegény legjobb barátja
- Ed Helms, mint Stuart "Stu" Price (magyar hangja Forgács Péter): Fogorvos, a vőlegény barátja. Szigorú, ellenőrző barátnője van, akivel később szakít
- Zach Galifianakis, mint Alan Garner (magyar hangja Scherer Péter): Szociálisan nehezen elviselhető pasas, a menyasszony fivére
- Justin Bartha, mint Doug Billings (magyar hangja Hevér Gábor): A vőlegény, aki később eltűnik
- Heather Graham, mint Jade (magyar hangja Major Melinda): Sztriptíztáncosnő, egy csecsemő egyedülálló anyja, akit Stu az éjszaka folyamán elvesz feleségül
- Sasha Barrese, mint Tracy Garner (magyar hangja Czifra Krisztina): A menyasszony
- Jeffrey Tambor, mint Sid Garner (magyar hangja Forgács Gábor):  A menyasszony apja
- Ken Jeong, mint Leslie Chow (magyar hangja Józsa Imre): Kissé nőies, kisstílű gengszter, aki az elvesztett nyereményét követeli rajtuk
- Rachael Harris, mint Melissa (magyar hangja Pálfi Kata): Stu barátnője
- Mike Tyson, mint önmaga (magyar hangja Schneider Zoltán): ökölvivó, akinek a fiúk ellopják a tigrisét, majd miután visszaviszik a villájába, barátokká lesznek
- Mike Epps, mint Fekete Doug (magyar hangja Huszár Zsolt): a néger Doug, drogdíler
- Bryan Callen, mint Eddie Palermo (magyar hangja Fenyő Iván): az "Ici-Pici Kápolna" tulajdonosa
- Mike Vallely, mint az öltönyöket szállító férfi
- Matt Walsh, mint Dr. Valsh (magyar hangja Kardos Róbert): kórházi orvos, aki éjszaka ellátja Phil sérüléseit, majd nappal némi pénz ellenében segítséget nyújt nekik az éjjel történtek feltérképezésében
- Rob Riggle, mint Franklin, rendőr (magyar hangja Besenczi Árpád): a fiúk által ellopott rendőrautó egyik gyakori vezetője, az általános iskolásoknak tartott bemutató irányítója
- Cleo King, mint Garden, rendőr (magyar hangja Takács Andrea): a fiúk által ellopott rendőrautó egyik gyakori vezetője
- Grant Holmquist, mint Tyler / akit Alan „Carlos”-nak nevez, Jade csecsemője
- Ian Anthony Dale, mint Chow 1. testőre (magyar hangja Hankó Viktor): ismerteti a fiúkkal, hogy mit követel tőlük Chow az elrabolt Doug átadásáért cserébe
- Faleolo Alailima, mint Tyson testőre (magyar hangja Faragó András): Tyson jobbkeze és komornyikja

## A film készítése

### A kézirat
A történetet valódi események ihlették, amik Tripp Vinsonnal, Chris Bender (a film executive producer-e) barátjával történtek meg. Vinson a saját legénybúcsúján tűnt el Las Vegasban egy olyan éjszakán, amire később egyáltalán nem emlékezett és amikor felébredt, „egy nagyon nagy összegű számlával fenyegették meg egy sztriptízklubban, amit ki kellett fizetnie.”
Az eredeti forgatókönyvet Jon Lucas és Scott Moore írta, és 2 millió dollárért eladta a Warner Brothers-nek. A történet három barátról szólt, akik elveszítik a vőlegényt a legénybúcsúján, amit Las Vegasban tartanak, és a rendelkezésükre álló nyomok alapján megpróbálják kideríteni, mi történhetett az éjszaka és hol lehet a vőlegény.
A történeten ezután átírta Jeremy Garelick, és a rendező, Todd Phillips, aki belevette Mike Tyson alakját, a tigrisét, a csecsemőt és a rendőrautót. A Writers Guild of America nem engedélyezte a nevük feltüntetését az írók között, amiről Phillips azt nyilatkozta, hogy ez az „elmebeteg” és „ködös” szabályok miatt van.

### Forgatás
Tizenöt napot filmeztek Nevadában. A kitalált "Best Little Wedding Chapel" („a legjobb kicsi házasságkötő kápolna”) felvételei az 1236 S. Las Vegas Boulevard-on készültek. Az útközben lévő jeleneteket az „Interstate 210”-en vették fel Rialto és San Bernardino közelében (Kalifornia).
Helms szerint a Másnaposok felvételei voltak fizikailag a legkimerítőbbek az addigi tapasztalatai alapján (a felvételek alatt 4–5 kg-ot fogyott). Számára a legnehezebb nap az volt, amikor a távolkeleti gengszter előugrik a csomagtartóból és megtámadja őket. A jelenetet többször felvették, és közben Helms térde, sípcsontja fájdalmas sérüléseket szenvedett, mialatt kirángatják az autóból, és jó néhány ütés és rúgás nem oda érkezett, ahova kellett volna.
Helms hiányzó, kihúzott fogát nem kellékkel vagy vizuális effektussal oldották meg. Mivel Helms-nek nem nőtt ki rendesen az egyik felnőttkori metszőfoga, ezt tizenéves korában beültetéssel pótolták. A filmezés idejére ezt a pótlást távolították el.
Az állatokat is mutató felvételek során idomított állatokat alkalmaztak. A trénereket és a biztonsági berendezéseket később digitálisan eltávolították a felvételekről. Amikor a tigrist egy lepedővel letakarva egy szervizkocsival eltávolítják a hotelből, akkor kelléket alkalmaztak. Emiatt az odafigyelés miatt az American Humane Association az „Outstanding” („kiváló”) jelzőt adta a produkciónak.

### Szereposztás
Ed Helms, Zach Galifianakis és Bradley Cooper alkalmi ismerősök voltak már a Másnaposok készítése előtt, amiről Helms azt mondta, segített egy sajátos, baráti viszonyt kialakítani a szereplők között. Helms értékelte Todd Phillips, a rendező törekvését, „hogy összehozzon három teljesen különböző jellemű embert, de akik elfogadják egymás eltérő humorát és érzékenységét”.
A US Weekly riportja szerint előbb Lindsay Lohan kapta volna meg a sztriptíztáncosnő szerepét, de ő visszautasította, mert nem látott benne fantáziát, a szerepet így kapta meg Heather Graham. A cikk szerint Lohan ügynöke mindent megtett, hogy Todd Phillips számításba vegye a színésznőt, majd amikor ezt sikerült elérnie, Lohan azt mondta, hogy nem tetszik neki a forgatókönyv.
Alan szerepére Jonah Hill, Jake Gyllenhaal és Thomas Haden Church is jelölt volt, de végül Zach Galifianakis kapta meg a szerepet.